# Google Search Console
Google Webmaster Tools er en gratis service, som Google stiller til rådighed for webmasters og hjemmesideejere. Værktøjets hovedformål er, at vise hvordan en pågældende hjemmeside bliver indekseret, og hvilke tiltag man kan foretage for at optimere indekseringen.
Med værktøjet får du:
- Mulighed for at se hvilke interne og eksterne link, som Google har registreret.
- Mulighed for at se hvilke søgetermer i Google, der gjorde at hjemmesiden blev vist.
- Muligheden for at tilføje et sitemap.
- Mulighed for at se hvordan Googles robot crawler hjemmesiden og ændre den hastighed hvormed hjemmesiden crawles.
- Mulighed for at se de fejl på hjemmesiden, som Google opfanger.
- Muligheden for at skifte domæne og vælge domænepræference – eksempelvis med eller uden www.

Man kan ikke forbedre eller optimere sin hjemmeside ved at tilføje Google Webmaster Tool, men man kan opnå en række informationer, der kan bruges effektivt efterfølgende.

## Nye funktioner og interface
I september 2018 kom det nye interface officielt ud af beta. I april 2019 udfases funktionerne i det gamle interface.
Det nye interface indeholder en hel del forbedringer, f.eks. mere dybdegående data og mulighed for at se 16 måneder tilbage i performance rapporten.

## Eksterne links
- Google Webmaster Tools